# Baba Yaga (Band)
Baba Yaga ist eine österreichische Band, die einen Crossover aus Balkan, Gypsy-Jazz, orientalischen Klängen und Klezmer spielt.

## Besetzung und musikalisches Schaffen
Die Band Baba Yaga formierte sich in Wien im Jahr 2023 in der aktuellen Besetzung Violine, Akkordeon, Kontrabass, Gitarre, Percussion und Gesang. Zwischen selbst arrangierten traditionellen Weltmusik Klassikern wie z. B. Dark Eyes, Opa Cupa, Joseph Joseph, Gankino Horo mischen sich Eigenkompositionen. Ein besonderes Charakteristikum der Band ist die Sprachenvielfalt auf der Bühne sowie die Verschmelzung zahlreicher musikalischer Stile.
Das erste Album Grenzenlos, welches vom Österreichischen Musikfonds unterstützt wurde, erschien im Juni 2024 beim Wiener Indie-Label THE NEW (Vertrieb Hoanzl) und wurde von der österreichischen sowie internationalen Musikszene und Medienlandschaft positiv rezipiert.
Die Musikerinnen und Musiker kommen aus Österreich, Montenegro und Israel. Die zwei Frontfrauen Raffaella della Gemma und Jasmin Meiri (Enkelin von Arik Brauer sowie Tochter von Timna Brauer und Elias Meiri) lernten sich am Wiener Konservatorium für Pop und Jazz Vienna Music Institute kennen und waren Mitbegründerinnen der Band. Später folgten Florian Gunacker am Kontrabass, Anela Čindrak am Akkordeon und David Mandlburger an der Gitarre.
| Besetzung             | Instrument         |
| --------------------- | ------------------ |
| Raffaella della Gemma | Violine            |
| Jasmin Meiri          | Percussion, Gesang |
| Florian Gunacker      | Kontrabass         |
| Anela Čindrak         | Akkordeon          |
| David Mandlburger     | Gitarre            |

## Auftritte
2025 trat Baba Yaga bei der Feier anlässlich der Befreiung des KZ Mauthausen vor 80 Jahren und beim Vienna Yiddish Culture Festival auf.

## Diskografie

### Alben
- 2024: Grenzenlos, THE NEW[7]